# Bacteria lobulata
Bacteria lobulata är en insektsart som först beskrevs av Brunner von Wattenwyl 1907.  Bacteria lobulata ingår i släktet Bacteria och familjen Diapheromeridae. Inga underarter finns listade.